# کمیاب‌ها (آلبوم ماریا کری)
کمیاب‌ها (انگلیسی: The Rarities) هشتمین آلبوم گردآوری‌شده از خواننده و ترانه‌نویس آمریکایی ماریا کری است. این آلبوم در ۲ اکتبر ۲۰۲۰ توسط کلمبیا رکوردز و لگسی رکوردز منتشر شد.